# Philip Currie, 1. Baron Currie
Philip Henry Wodehouse Currie, 1. Baron Currie, GCB, PC (* 13. Oktober 1834; † 12. Mai 1906) war ein britischer Diplomat und Politiker, der unter anderem zwischen 1889 und 1893 als Ständiger Unterstaatssekretär (Permanent Under-Secretary for Foreign Affairs) höchster Beamter im Außenministerium war. Er fungierte ferner zwischen 1893 und 1898 als Botschafter des Vereinigten Königreichs im Osmanischen Reich sowie von 1898 bis 1903 Botschafter in Italien. Von 1899 bis 1906 war er als Baron Currie Mitglied des House of Lords.

## Leben
Philip Henry Wodehouse Currie war eines von sechs Kindern des Politikers Raikes Currie (1801–1881), der zwischen 1837 und 1857 Abgeordneter des House of Commons war, und dessen Ehefrau Laura Sophia Wodehouse (1801–1869), eine Tochter des Politikers John Wodehouse, 1. Baron Wodehouse (1741–1834). Er selbst trat nach dem Besuch des Eton College in den diplomatischen Dienst und war zwischen 1856 und 1857 zunächst an der Botschaft im Russischen Kaiserreich sowie nach seiner Rückkehr von 1857 bis 1858 Redenschreiber von Außenminister (Secretary for Foreign Affairs), George Villiers, 4. Earl of Clarendon. Nach verschiedenen anderen Verwendungen war er zwischen 1873 und 1877 Leiter der Abteilung „Amerika“ im Außenministerium (Head of American Department) sowie von 1877 bis 1878 Leiter der Abteilung „Türkei“ (Head of Turkish Department), die neben dem Osmanischen Reich auch für das Russische Kaiserreich und das Königreich Griechenland verantwortlich war.
1878 wurde er zum Companion des Order of the Bath (CB) sowie zum Ersten Privatsekretär (Principal Private Secretary) von Außenminister Edward Stanley ernannt und bekleidete dieses Amt bis 1880. 1880 wurde er zunächst wieder Leiter der Türkei-Abteilung beziehungsweise von 1881 bis 1882 Leiter der neu entstandenen Ost-Abteilung des Außenministeriums (Head of Eastern Department) und trug damit die Verantwortung für die Beziehungen zum Russischen Kaiserreich, den Balkanstaaten, dem Osmanischen Reich, Persien, Ägypten, Abessinien und Zentralasien. 1882 übernahm er von Sir Julian Pauncefote das Amt als Assistierender Unterstaatssekretär im Außenministerium (Assistant Under-Secretary of State, Foreign Affairs) und hatte dieses bis 1889 inne, woraufhin Sir Thomas Sanderson ihn ablöste. Am 1. Dezember 1885 wurde er für seine Verdienste als Knight Commander des Order of the Bath (KCB) geadelt, so dass er fortan das Prädikat „Sir“ führte.
1889 wurde Sir Philip Currie abermals Nachfolger von Sir Julian Pauncefote, und zwar dieses Mal als Ständiger Unterstaatssekretär im Außenministerium (Permanent Under-Secretary for Foreign Affairs). Er war damit der ranghöchste Beamte des Außenministeriums und bekleidete dieses Amt bis 1898, woraufhin wiederum Sir Thomas Sanderson ihn 1894 ablöste. Am 1. August 1892 wurde er zum Knight Grand Cross des Order of the Bath (GCB) erhoben. Darüber hinaus wurde er 1894 Mitglied des Privy Council (PC). 1894 übernahm er von Sir Clare Ford den Posten als Botschafter des Vereinigten Königreichs im Osmanischen Reich und verblieb in dieser Verwendung bis zu seiner Ablösung durch Sir Nicholas O’Conor. Zuletzt wurde er 1898 Botschafter in Italien, wo er wiederum als Nachfolger von Sir Clare Ford seine Akkreditierung übergab. Er hatte dieses Amt bis 1903 inne und wurde danach von Sir Francis Bertie abgelöst.
Am 25. Januar 1899 wurde er als Baron Currie, of Hawley in the County of Southampton, in den erblichen Adelsstand der Peerage of the United Kingdom erhoben, wodurch er bis zu seinem Tod 1906 Mitglied des House of Lords war. Am 24. Januar 1894 heiratete er Mary Montgomerie Lamb (1843–1905), Tochter von Charles James Savile Montgomerie Lamb (1816–1856) und Anna Charlotte Grey. Da er ohne männlichen Nachkommen verstarb, erlosch sein Adelstitel mit seinem Tod.